# Sainte-Anne (Gers)
Sainte-Anne is een gemeente in het Franse departement Gers (regio Occitanie) en telt 113 inwoners (2009). De plaats maakt deel uit van het arrondissement Auch.

## Geografie
De oppervlakte van Sainte-Anne bedraagt 6,9 km², de bevolkingsdichtheid is dus 16,4 inwoners per km².
De onderstaande kaart toont de ligging van Sainte-Anne (Gers) met de belangrijkste infrastructuur en aangrenzende gemeenten.

## Demografie
Onderstaande figuur toont het verloop van het inwonertal (bron: INSEE-tellingen).